# Calvo Drive-Thru

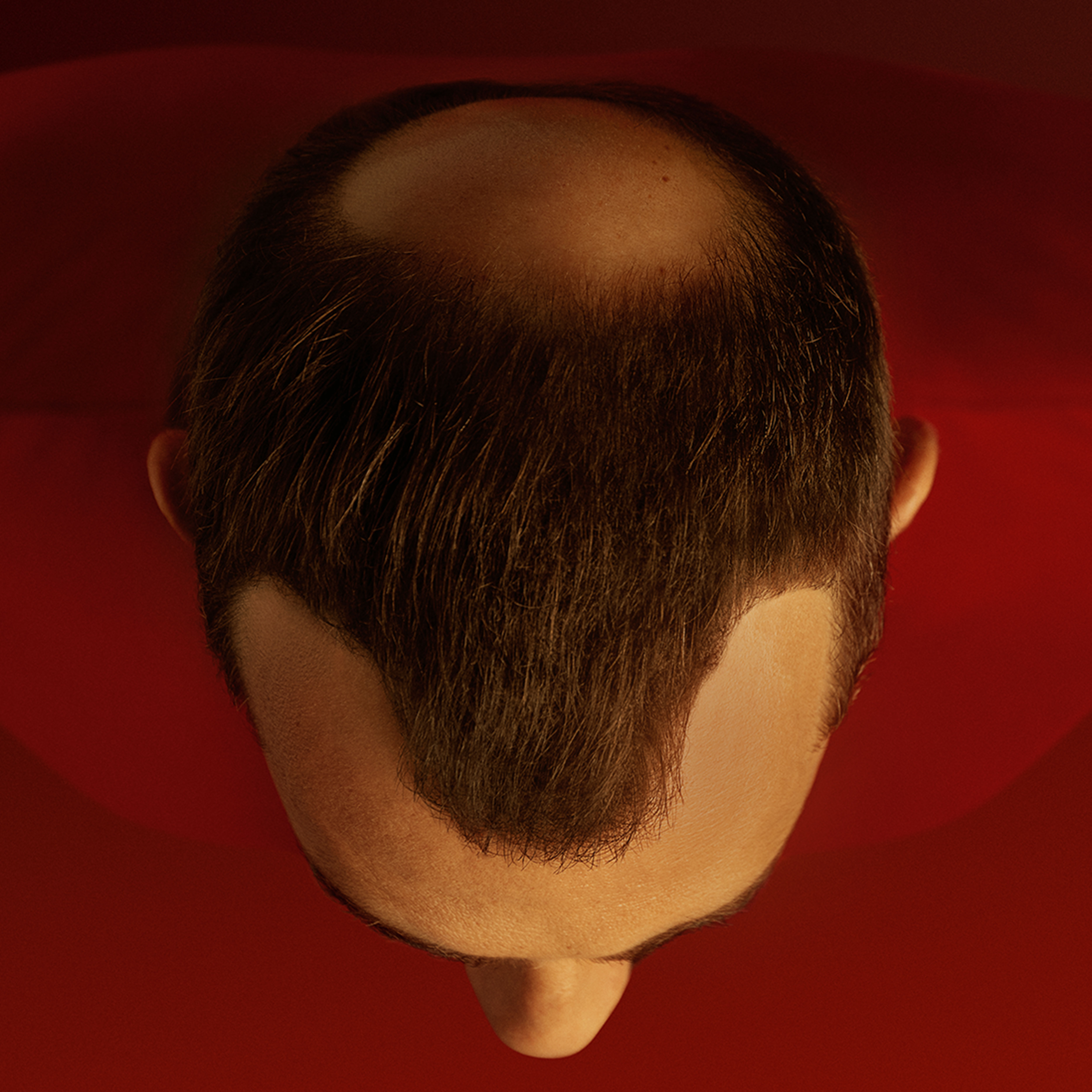
Vista superior de uma cabeça masculina onde a calvície apresenta o formato típico de um "Calvo Drive-Thru".

"Calvo Drive-Thru" é o termo utilizado para denominar um tipo específico de calvície. Esse nome se deve a suas características, que se assemelham ao formato de um drive-thru, com um espaço sem cabelo na parte frontal de um dos lados da cabeça, outra parte sem cabelo no topo, ao fundo, e mais uma parte sem cabelo na outra lateral frontal da cabeça, representando respectivamente a entrada, o local de pedido e a saída de um drive-thru.
O termo "Calvo Drive-Thru" foi popularizado pela campanha de mesmo nome veiculada pela rede de fast-food Burger King, criada pela agência David, com o intuito de impulsionar as vendas no drive-thru da marca.